# ARP Odyssey
L'ARP Odyssey és un model de sintetitzador analògic fabricat per la marca ARP, i que va restar en producció entre els anys 1972 i 1981, quan la companyia ARP hagué de plegar. A causa del seu so i les seves característiques tècniques, l'ARP Odyssey va ser durant molts anys el competidor principal del Moog Minimoog.

## Història
ARP i Moog Music havien estat empreses competidores en el terreny dels sintetitzadors des d'uns quants anys abans de l'aparició de l'Odyssey: com a resposta als models modulars de Moog, ARP havia creat els models 2500 i 2600; de la mateixa manera, un any després de l'aparició del Minimoog, ARP contraatacà amb un nou model, l'ARP Odyssey.
L'Odyssey és una versió reduïda de l'ARP 2600, i compta amb dos oscil·ladors (VCO), dos filtres (un filtre passa-baix ressonant i un filtre passa-altes no ressonant) controlats per voltatge (VCF), un amplificador-generador de contorns ADSR/AR (VCA) i un LFO independent. A més, tenia un teclat duofònic (una important novetat) de 37 tecles.
Comparat amb el Minimoog, disposava de més elements i funcions, com una unitat sample and hold (mostreig i retenció) que delatava els seus orígens modulars, la possibilitat de modular l'amplada de pols de les ones generades pels oscil·ladors, etc. A més, els oscil·ladors de l'Odyssey eren més estables que els del Minimoog, que es desafinaven freqüentment. Però la diferència principal era el tipus de filtre utilitzat: els primers models de l'Odyssey incorporaven un filtre quadripolar exactament igual que el filtre utilitzat (i patentat) per Moog Music, que posteriorment obligaren ARP a crear un nou filtre bipolar específicament per a l'Odyssey, de 12 dB per octava. Tanmateix, després de 1976 ARP remodelà els seus productes i implantà un filtre quadripolar propi a tots els seus sintetitzadors.
Com a resultat d'aquestes diferències de disseny i de components, el so de l'ARP Odyssey i el del Minimoog era clarament diferent; el de l'Odyssey era considerat més "fi" que el del Minimoog, més "gruixut". A causa d'aquesta complementarietat sonora, molts músics acabaren utilitzant tots dos sintetitzadors.
Durant el seu període de fabricació, l'ARP Odyssey conegué tres versions diferents, llançades al mercat els anys 1972, 1976 i 1978. En total se'n van vendre aproximadament 3000 unitats en els seus nou anys d'existència.

## Característiques tècniques

### ARP Odyssey Mk I (1972-1976)
- 2 oscil·ladors controlats per voltatge (VCO), amb ones triangulars, quadrades, dent de serra, modulació d'amplada de pols, modulador en anell i generadors de soroll blanc i rosa.
- Filtre ARP 4023 controlat per voltatge (VCF), passa-baix, bipolar (12 dB per octava), ressonant, i filtre passa-alt no ressonant (posteriorment s'hi implantà un filtre quadripolar idèntic al del Moog Minimoog).
- Amplificador-generador de contorns ADSR-AR (VCA).
- Oscil·lador de baixa freqüència (LFO).
- Teclat duofònic de 37 tecles.
- Unitat de mostratge i retenció (Sample and Hold).

### ARP Odyssey Mk II (1976-1978)
- L'Odyssey Mk II incorporava uns filtres quadripolars exclusius d'ARP (els models ARP 4072 i ARP 4075).
- Control extern per voltatge (CV) per sincronitzar-lo amb altres sintetitzadors o seqüenciadors d'ARP.
- Sistema de control de to i modulació (Proportional Pitch Control, PPC).

### ARP Odyssey Mk III (1978-1981)
Les novetats de l'Odyssey Mk III són principalment de tipus estètic (nou panell frontal, nou disseny del suport del teclat).